# 舞夢プロ
株式会社舞夢プロ（まいむプロ）は、大阪府大阪市北区に本社を置く芸能事務所である。関西芸能マネージャー協議会 会員。

## 概要
1986年に創業した。代表取締役は関原二郎。
その後、東京事務所を東京都港区赤坂に、名古屋事務所を名古屋市中区に開設した。
旧社名は「株式会社舞夢」、その当時は通称名を「舞夢プロモーション」と称していた。
1992年から2000年にかけて、主に関西地区において女性タレントグループ『魔女ランド倶楽部』を展開していた。
2002年に映画『ごめん』を製作し、平成14年度文化庁優秀映画賞ほか多数の賞を受賞した。
遙洋子の個人事務所である『遙洋子ネットワーク』と業務提携している。また、近年は、宮里藍・高市早苗・辻元清美など、スポーツ選手や政治家などのタレント活動時におけるマネージメント業務にも進出してきている。
2011年11月、本社オフィスを大阪市福島区から同市北区に移転した。

## 所属タレント

### 大阪本社
- 綾切拓也
- 東奈緒美
- 飯島順子
- 板垣菜津美
- 伊藤加奈子
- 大西遙
- 大八木文香
- 小笠原皆香
- 小野田リカ
- 片山優
- 川島陽子
- 加藤夏海
- 神崎紗衣
- 岸本華和
- 久保葵
- 倉森ひとみ
- 斉藤雪乃
- 坂本麻依
- 澤井里依
- 塩崎綾
- 鈴木理加
- 出世凪沙
- 高松良誠
- 武田訓佳
- 竹本たから
- 谷山美香
- 田中良子
- 徳原恵梨
- 原田知恵
- 福良美恵
- 藤川心優
- 三浦茉莉
- 毛利聡子
- 守殿愛生
- 浜本由惟
- 榎田貴斗
- 藤井一
- 山口実香
- 吉川亜樹
- 倉丸莉子

### 東京事務所
＜女性＞
- 吹石一恵
- 高柳愛実
- 吉内里美
- 安岡由記子
- 大前理絵
- 東條織江
- 栃原梨乃
- 福田真夕
- 松本さやか
- 宇佐美菜穂
- 中園彩香
- 土井玲奈
- 森島縁
- 藤原希
- 海老澤佳奈
- 石丸雅理
- 岡田夏海
- 安藤未理
- 麻生千恵
- 松井佳子

＜男性＞
- 日中泰景
- 阿部翔平
- 藤代太一
- 谷口翔太
- 佐野憲彦
- 久野雅弘
- 酒井康行
- 関野昌敏
- 中村嘉宏
- 稲野辺祐二
- 山本卓
- 栗原卓也
- 中根大樹
- 鈴木達也
- 新井將
- もりたかお
- 貴堂寛之
- 豊田幸樹
- 吉川一勝

### 名古屋事務所
- 犬塚あさな

## 過去の所属タレント
- 植村亜紀
- 亀山忍（2025年死去）
- 亀山つとむ
- 喜多村英梨
- 估藤ロレナ（旧名古藤ロレナ、ロレーア）
- 佐藤亜美菜（AKB48、AKS→アトリエ・ダンカンへ移籍→AKS→大沢事務所)
- 塩尻奈都子
- 白木杏奈
- 田中菜月
- 藤下佳乃子
- 水原詩生
- 村上東奈（ヒロセプロジェクトを経てアップフロントプロモーション（旧：アップフロントエージェンシー）へ移籍）
- 福見真紀
- 大塚みな
- 竹村愛美
- 森知子
- 久野知美
- 山倉憲二
- 桐山紗知[2]
- 杉岡愛子
- 五十嵐大輔
- 山本真由美
- 松井隆延
- 春日井美紀
- 濱嶌瑞樹
- 内藤惟人
- 小清水一揮
- 小林廉
- 宮坂健太
- 山本将
- 赤松悠実
- 小塚舞子
- 黒瀬美樹
- 武田知沙
- 羽田優里奈 - 2025年4月、セント・フォースに移籍